# Нуртазина, Рафика Бекеновна
Рафика́ Беке́новна Нурта́зина (каз. Рафика Бекенқызы Нұртазина; 8 марта 1921 — 1 апреля 2013) — советский и казахстанский школьный педагог, Герой Социалистического Труда (1968).

## Биография
Родилась 8 марта 1921 года в ауле № 6 Павлодарского уезда Семипалатинской губернии Киргизской АССР (ныне — Павлодарский район Павлодарской области Казахстана). По национальности казашка. Её родителями были купец Нуртаза Бекенулы Бекенов и домохозяйка Зульбану Абдулкаимовна Курманова.
В 1939 году окончила среднюю школу и поступила в Казахский государственный университет им. С. М. Кирова. Одновременно с 1939 года работала учителем казахского и немецкого языка в русской школе № 30 в Алма-Ате. Когда началась Великая Отечественная война, вынуждена была прервать своё обучение, чтобы заменить ушедшего на фронт учителя и преподавать в школе № 75. Уже после войны она возобновила учёбу на филологическом факультете Казахского женского педагогического института в Алма-Ате и с 1947 года стала работать учителем русского языка и литературы в казахско-русской женской школе № 12.
В 1949 году окончила институт, получив специальность учителя русского языка и литературы. Она продолжила работу в школе № 12, где со временем разработала и внедрила ряд выразительных средств подачи учебного материала, что помогло ей поднять качественный уровень уроков. Все годы работы в школе она составляла и придумывала новые дидактические и интеллектуальные игры, облегчающие усвоение языковых знаний и создающие для них опору в виде ярких образов и устойчивых ассоциаций. Занимательность и простота изложения такого сложного предмета, как русский язык, помогли ей сделать уроки особенно яркими и выразительными.
С 1968 по 1987 год она была директором школы № 12. Под руководством Р. Б. Нуртазиной, разработавшей и внедрившей новые методики обучения казахских детей русскому языку, школа стала передовой в Казахской ССР. Опыт работы педагогического коллектива школы и новаторство её директора получили высокую оценку мировой педагогической общественности. Р. Б. Нуртазина выступала с докладами и сообщениями на конгрессах и конференциях Международной ассоциации преподавателей русского языка литературы, всесоюзных и республиканских конференциях и семинарах в Кишинёве, Ташкенте, Москве, Берлине, Праге, Будапеште и в других городах и странах.
Указом Президиума Верховного Совета СССР от 1 июля 1968 года за большие заслуги в деле обучения и коммунистического воспитания Рафике Нуртазиной присвоено звание Героя Социалистического Труда с вручением ордена Ленина и золотой медали «Серп и Молот».
В 1973 году школа № 12 стала первой в республике школой с углублённым изучением казахского языка, а в 1984 году она была признана одной из лучших в Казахстане. В 1974 году Р. Б. Нуртазина защитила в Москве кандидатскую диссертацию по теме «Пути активизации познавательных интересов при обучении русскому языку в казахской школе».
В 1987 года Р. Б. Нуртазина снова стала трудиться учителем, одновременно являясь членом учёных методических советов Министерства просвещения СССР (1981—1987) и Министерства просвещения Казахской ССР. В 1991 году вышла на заслуженный отдых.
Среди тысяч учеников Р. Б. Нуртазиной есть известные люди: Аскар Кулибаев, Амангельды Ермегияев, Уалихан Калижанов, Шарбану Кумарова и др.
В 1989 году, будучи на пенсии, она пришла на казахское радио, где в течение трёх лет вела уроки казахского языка.
Автор 300 научных и учебно-методических работ, в том числе 130 книг («Занимательная грамматика», «Некоторые пути повышения эффективности обучения русскому языку в национальной школе», «Здравствуй, Пушкин» (в соавторстве) и многие другие), 25 учебников и учебных пособий для дошкольников, начальной и средней школы, вышедших на казахском и русском языках, свыше 150 статей, изданных в Алма-Ате, Москве, Санкт-Петербурге, Бишкеке, Берлине, Будапеште, Праге и др. Среди её публикаций особо следует отметить «Книгу для чтения по русскому языку» (для 6-го класса казахской школы), учебник «Русская советская литература» (для 10-го класса казахской школы), которые неоднократно переиздавались.
Р. Б. Нуртазина была председателем президиума Республиканского совета педагогического общества Казахстана (1973—1978), членом редколлегии журналов «Русский язык в национальной школе» (Москва), «Русский язык и литература в казахской школе» (Алма-Ата) и других. До конца жизни была членом Международной ассоциации преподавателей русского языка и литературы (МАПРЯЛ) (с 1968 года), членом Казахстанской ассоциации преподавателей русского языка и литературы (КаПРЯЛ) (с 1998 года).
Как признанный специалист-русовед, Р. Б. Нуртазина представляла образовательные интересы СССР в Японии и Вьетнаме, Италии, других государствах Европы, Азии и Африки.

## Общественная работа
Р. Б. Нуртазина являлась председателем Алма-Атинского отделения Советского детского фонда (1987—1990), членом президиума Всесоюзного совета ветеранов войны и труда (1981—1991), была делегатом XIV и XV Всесоюзных съездов профсоюзов СССР, делегатом XIII съезда компартии Казахстана, делегатом II и III Всесоюзных съездов учителей, участницей Всесоюзных педагогических чтений, делегатом I—V съездов учителей Казахстана.
Умерла 1 апреля 2013 года в Алма-Ате на 93-м году жизни.

## Награды
- медаль «Серп и Молот» (01.07.1968)
- орден «Курмет»
- орден Ленина (01.07.1968)
- два ордена «Знак Почёта» (11.08.1960, 1963)
- медаль «За трудовую доблесть»
- медаль «За доблестный труд. В ознаменование 100-летия со дня рождения Владимира Ильича Ленина»
- медаль «За доблестный труд в Великой Отечественной войне 1941—1945 гг.»
- медаль «Ветеран труда»
- Почётная Грамота Президиума Верховного Совета СССР (1964, 1981)
- Почётная Грамота Президиума Верховного Совета Казахской ССР (1966, 1981)
- медаль Пушкина (МАПРЯЛ) (2001)
- заслуженный учитель Казахской ССР
  (1966)
- отличник народного просвещения Казахской ССР (1956)
- Почётный гражданин города Алма-Аты (1994)
- лауреат Пушкинской премии (Москва, 2001)
- Медаль А. С. Пушкина (2001 год, Международная ассоциация преподавателей русского языка и литературы)[7]
- лауреат премии «Платиновый Тарлан» (2002)

Отмечалась также почётными грамотами Академии педагогических наук СССР и ЦК профсоюза работников просвещения (1982), Министерства просвещения СССР, Казахстанской ССР, Ассамблеи народов Казахстана (1994).

## Семья
Была в браке с Дюсеном Алибаевичем Сулейменовым (1914—2000), ветеринарным врачом, ветераном Великой Отечественной войны.
Дети:
- Гульнур Сулейменова (род. 1943), врач.
- Элеонора Сулейменова (род. 1945), доктор филологических наук, президент Казахской ассоциации преподавателей русского языка и литературы[8], профессор кафедры общего языкознания Казахского национального университета им. аль-Фараби, академик Международной академии наук высшей школы.
- Баян Сулейменова (род. 1949), учитель русского языка, дефектолог-логопед, директор школы-интерната № 9 Алма-Аты.
- Нурлан Сулейменов (род. 1952), биолог.

Внуки Дана, Сабит, преподают в высших учебных заведениях.